# Family Guy
Family Guy  (tạm dịch: Chàng trai gia đình) là một bộ phim hoạt hình sitcom của Mỹ  được tạo bởi Seth MacFarlane cho Fox Broadcasting Company . Bộ phim được công chiếu vào ngày 31 tháng 1 năm 1999, với tập đầu tiên được chiếu trong giải đấu bóng bầu dục Super Bowl XXXIII, với phần còn lại của mùa đầu tiên được phát sóng hai tháng sau đó, bắt đầu từ ngày 11 tháng 4 năm 1999. Bộ phim xoay quanh gia đình Griffin, một gia đình bao gồm phụ huynh Peter và Lois, những đứa con của họ, Meg, Chris, Stewie cùng chú chó Brian. Lấy bối cảnh tại thị trấn Quahog, Rhode Island, chương trình thường dùng những trò cười dạng "cắt nội dung liên tục".
Một chuơng trình spin-off, The Cleveland Show về gia đình Cleveland cũng đã được công chiếu trên Fox, từ 27/4/2009 đến 19/5/2013 với 4 phần phim.

## Tiền đề

### Nhân vật
Bộ phim xoay quanh những cuộc phiêu lưu và hoạt động thường nhật của gia đình Griffin, bao gồm trụ cột gia đình Peter Griffin, một người đàn ông béo phì trung niên ngốc nghếch và vụng về làm việc trong nhà máy bia, Lois, nội trợ kiêm giáo viên dạy piano, vốn xuất thân từ gia đình tài phiệt Pewterschmidt, Meg, một cô bé 18 tuổi thường xuyên bị bắt nạt, Chris, cậu bé 15 tuổi thừa cân và cư xử ngốc nghếch giống Peter và Stewie, một bé trai 1 tuổi thông minh nhưng tinh ranh và đôi khi nham hiểm, cư xử theo cách của một người trưởng thành. Sống cùng gia đình là Brian, chú chó được nhân cách hóa, với nhiều thói quen của con người như hút thuốc, uống rượu martini, mặc dù về nhiều mặt vẫn được coi là thú cưng.
Các nhân vật phụ cũng xuất hiện thường xuyên trong bộ phim. Những người này bao gồm những người hàng xóm của gia đình: Quagmire, một phi công nghiện tình dục, gia đình Cleveland: gồm Cleveland Brown, Cleveland Brown Jr, người vợ Donna Tubbs-Brown  (Loretta trong những mùa đầu tiên), cô bé Roberta Tubbs và Rallo Tubbs - bé trai có tính cách như Stewie Griffin; cảnh sát bị liệt hai chân Joe Swanson cùng vợ và hai con (Bonnie, Kevin và Susie, chủ tiệm thuốc người Do Thái Mort Goldman cùng vợ và con (Muriel và Neil Goldman), và Herbert, một gã già ấu dâm đồng tính. Ngoài ra còn có các nhân vật khác như các nhân viên trong đài truyền hình Quahog Channel 5 (người dẫn chương trình Tom Tucker, Diane Simmons (thay thế bởi Joyce Kinney), phóng viên da màu Ollie Williams và phóng viên gốc Á Tricia Takanawa), các diễn viên khách mời gồm James Woods, Frank Sinatra Jr và Adam West.